# ميخائيل فيلا
ميخائيل فيلا (بالإنجليزية: Michael Vella)‏ هو لاعب دوري الرغبي مالطي، ولد في 19 فبراير 1978 في سيدني في أستراليا.